# Velčice
Velčice (allemand : Weltschitz, hongrois : Velséc) est un village de Slovaquie situé dans la région de Nitra.

## Histoire
Première mention écrite du village en 1232.

## Démographie

### Évolution de la population
| Année:               | 1994. | 2004.   | 2014.   | 2024.   |
| -------------------- | ----- | ------- | ------- | ------- |
| Nombre de personnes: | 896   | 849     | 829     | 840     |
| Différence:          |       | -5,24 % | -2,35 % | +1,32 % |

| Année:               | 2023. | 2024.   |
| -------------------- | ----- | ------- |
| Nombre de personnes: | 842   | 840     |
| Différence:          |       | -0,23 % |